# Стокада (Новара)
Стокада је насеље у Италији у округу Новара, региону Пијемонт.
Према процени из 2011. у насељу је живело 89 становника. Насеље се налази на надморској висини од 350 м.